# Міянде-Паїн
Міянде-Паїн (перс. ميانده پائين) — село в Ірані, у дегестані Асалем, у бахші Асалем, шагрестані Талеш остану Ґілян. За даними перепису 2006 року, його населення становило 134 особи, що проживали у складі 28 сімей.